# Landeshauptmann del Salisburghese
Il Landeshauptmann del Salisburghese (in tedesco: Landeshauptmann von Salzburg), al femminile Landeshauptfrau del Salisburghese (in tedesco: Landeshauptfrau von Salzburg) è il presidente del governo regionale del Salisburghese.

## Elenco
| Immagine | Landeshauptmann Landeshauptfrau (nascita-morte) | Partito                             | Mandato                     |
| -------- | ----------------------------------------------- | ----------------------------------- | --------------------------- |
|          | Adolf Schemel (1880-1961)                       | Partito Popolare Austriaco          | maggio 1945 - dicembre 1945 |
|          | Albert Hochleitner (1893-1964)                  | Partito Popolare Austriaco          | 1945 - 1947                 |
|          | Josef Rehrl (1895-1960)                         | Partito Popolare Austriaco          | 1947 - 1949                 |
|          | Josef Klaus (1910-2001)                         | Partito Popolare Austriaco          | 1949 - 1961                 |
|          | Hans Lechner (1913-1994)                        | Partito Popolare Austriaco          | 1961 - 1977                 |
|          | Wilfried Haslauer senior (1926 - 1992)          | Partito Popolare Austriaco          | 1977 - 1989                 |
|          | Hans Katschthaler (1933-2012)                   | Partito Popolare Austriaco          | 1989 - 1996                 |
|          | Franz Schausberger (1950)                       | Partito Popolare Austriaco          | 1996 - 2004                 |
|          | Gabi Burgstaller (1963)                         | Partito Socialdemocratico d'Austria | 2004 - 2013                 |
|          | Wilfried Haslauer junior (1956)                 | Partito Popolare Austriaco          | 2013 - in carica            |